# Щелкуны-темнокрылы
Щелкуны-темнокрылы (лат. Athous) — род жуков-щелкунов.

## Распространение
Распространены в Голарктическом регионе и в Индо-Малайской области.

## Описание
Обычно щелкуны средних размеров. Тело стройное, имеет чёрную или коричневую окраску, более или менее одноцветные. Килевидная область узкая. У всех восточнопалеарктических видов есть кили на задних углах переднеспинки. У обоих полов усики пиловидные с третьего или четвёртого сегмента. Бедренные покрышки задних тазиков заметно и немного неравномерно сужаются по направлению наружу. На сегментах лапок с первого (или второго) по третий сегмент присутствуют зачатки лопастинками, иногда третий сегмент с более или менее развитой лопастинкой.

## Список видов
Некоторые из видов рода:
- Athous bicolor — Щелкун двухцветный
- Athous dahuricus — Щелкун даурский
- Athous haemorrhoidalis — Щелкун краснохвостый
- Athous hirtus — Щелкун волосатый
- Athous inornatus — Щелкун неукрашенный
- Athous jugicola — Щелкун угольный
- Athous lomnickii — Щелкун Ломницкого
- Athous mingrelicus — Щелкун мингрельский
- Athous niger — Щелкун чёрный
- Athous oblongus — Щелкун вытянутый
- Athous pliginskyi — Щелкун Плигинского
- Athous rufus — Щелкун рыжий
- Athous subfuscus — Щелкун лесной, или рыжеватый
- Athous tartarus — Щелкун подземный
- Athous tauricus — Щелкун коричневый крымский
- Athous vittatus — Щелкун разноцветный